# Avinor
Avinor – spółka akcyjna, której 100% akcji posiada państwo Norwegii. Minister transportu i komunikacji kieruje tym przedsięwzięciem.
Pod skrzydłami spółki znajduje się 46 portów lotniczych w Norwegii (z czego 14 jest również obok cywilnych lotniskami wojskowymi). Spółka zatrudnia obecnie 2400 pracowników, są to zarówno ludzie odpowiedzialni za kontrole ruchu na lotniskach i w powietrzu a także pozostali pracownicy: medyczni, ochrona lotniska itp. niezbędni do sprawnego jej funkcjonowania.